# 1987 год в телевидении
Список 1987 год в телевидении описывает события в мире телевидения, произошедшие в 1987 году.

## События

### Январь
- 11 января — Впервые на советском телевидении, по Второй программе Центрального телевидения СССР информационная программа «Время» вышла в эфир с сурдопереводом.

### Март
- 8 марта — Рождение первой ночной передачи в «ЦТ СССР» — в эфир вышла развлекательная передача «До и после полуночи».

### Апрель
- 1 апреля — начало вещания телеканала «Warner Animation» в Великобритании.
- 5 апреля — премьера телесериала «Женаты… с детьми».
- 19 апреля — Состоялся дебют Симпсонов Мэтта Грейнинга в Шоу Трейси Ульман на телеканале Fox.

### Август
- 1 августа — Начало вещания международного музыкально-развлекательного телеканала «MTV Europe».
- 3 августа — На Первой программе ЦТ вышла в эфир информационно-аналитическая программа «Прожектор перестройки».

### Октябрь
- 1 октября — Вышла в эфир юмористическая передача «Аншлаг».
- 2 октября — Вышла в эфир передача «Взгляд».

### Ноябрь
- 22 ноября — Инцидент Макса Хэдрума в Чикаго.

### Декабрь
- 14 декабря — Премьера мультсериала «Черепашки-ниндзя»
- 23 декабря — Вышла в эфир передача «600 секунд» с ведущим Александром Невзоровым.

## Родились
- 10 августа — Анастасия Сорокина — российская телеведущая и актриса.
- 11 августа — Юлия Островская — российская телеведущая.
- 22 сентября — Надежда Игошина — российская телеведущая, актриса и певица.